# Fagetophilus elegans
Fagetophilus elegans är en mångfotingart som beskrevs av Folkmanova 1956. Fagetophilus elegans ingår i släktet Fagetophilus och familjen storjordkrypare. Inga underarter finns listade i Catalogue of Life.